# Томас Хил Грин
Томас Хил Грин (Биркин, 7. април 1836 — Оксфорд, 26. март 1882), познат као Т. Х. Грин, био је енглески филозоф, политички радикал и реформатор умерености и члан британског покрета за идеализам. Као и сви британски идеалисти, и на Грина је утицао метафизички историцизам Г. В. Ф. Хегела. Био је један од мислилаца који стоје иза филозофије социјалног либерализма.

## Биографија
Грин је рођен 7. априла 1836. у Биркину, у западном Јоркширу у Енглеској, где је његов отац био ректор. По очевој страни, потицао је од Оливера Кромвела. Његово образовање се одвијало у потпуности код куће све док са 14 година није ушао у Рагби школу, где је остао пет година.
1855. постаје члан додипломског студија Балиол Колеџ у Оксфорду и изабран је за колегу 1860. Започео је живот предавања (углавном филозофског) на универзитету - прво као наставник у колеџу, од 1878. до своје смрти професор моралне филозофије.
Предавања која је одржао као професор чине суштину његова два најважнија дела, наиме Пролегомена за етику и Предавања о принципима политичке обавезе, која садрже целину његовог позитивног конструктивног учења. Ова дела су објављена тек након његове смрти, али су Гринови ставови претходно били индиректно познати кроз увод у стандардна дела Дејвида Хјума, Грин и ТХ Грос, колеге из Квинс Колеџа, у којем се доктрина "енглеског" или "емпиријска „филозофија је исцрпно испитана.
1871. оженио се Шарлот Бирон Грин која је била позната као промотер женског образовања. 1879. године Грин је седео у одбору који је формиран за стварање оксфордског женског колеџа „у којем се неће правити разлика између студената на основу припадности различитим верским деноминацијама.“ Грин и рад његове супруге резултирали су оснивањем Сомервил Хал (касније Сомервил Колеџ).
Грин је био укључен у локалну политику дуги низ година, преко универзитета, удружења за уздржавање и локалног удружења либерала Оксфорда. Током доношења Другог закона о реформи, залагао се за то да се франшиза прошири на све мушкарце који живе у општинама, чак и ако нису власници некретнина. У том смислу, Гринова позиција била је радикалнија од већине других напредних либерала, укључујући Вилијама Јуарта Гледстона.
У контексту својих активности Либералне странке, Грин је 1881. дао оно што је постало једна од његових најпознатијих изјава његове либералне политичке филозофије, „Предавање о либералном законодавству и слободи уговарања“. У то време је такође држао предавања о религији, епистемологији, етици и политичкој филозофији.
Већина његових главних дела објављена је постхумно, укључујући његове лаичке проповеди о вери и сведоку Божјем, есеј „О различитим осећањима„ слободе“ примењене на вољу и морални напредак човека“, Пролегомена етици, предавања о принципе политичке обавезе и „Предавање о либералном законодавству и слободи уговарања“.
Грин је умро од тровања крви у доби од 45 година 15. марта 1882. Поред пријатеља из његовог академског живота, око 2000 локалних становника присуствовало је његовој сахрани.
Помогао је у оснивању дечачке средње школе Оксфорд.

## Филозофија
Хјумеов емпиризам и биолошка еволуција (укључујући Херберта Спенсера) биле су главне одлике енглеске мисли током треће четвртине 19. века. Грин представља првенствено реакцију против таквих доктрина. Грин је тврдио да када су ове доктрине доведене до свог логичног завршетка, оне су не само „учиниле бескорисном сву филозофију“, већ су биле фаталне за практични живот. Смањујући људски ум на низ неповезаних атомских сензација, ова сродна учења уништавају могућност знања, тврдио је. Ова учења су била посебно важна за Грина да их оповргну, јер су била основа за концепцију ума коју је држала психологија у настајању. Грин је покушао да дефлационише претензије психолога који су тврдили да ће њихова млада област пружити научну замену за традиционалну епистемологију и метафизику.
Грин је даље приговорио да такви емпиричари представљају особу као „биће које је једноставно резултат природних сила“, и тиме обесмислили понашање или било коју теорију понашања; јер живот у било ком људском, разумљивом смислу подразумева лично ја које (1) зна шта треба учинити и (2) има моћ да то учини. Грин је тако покренуо, не теоретски, већ као практичну потребу, да поново покрене цело питање човечанства у односу на природу. Када откријемо каква је особа сама по себи и какав је њихов однос са околином, тада ћемо сазнати њену функцију - за шта су способни. У светлу овог знања, моћи ћемо да формулишемо морални кодекс, који ће заузврат служити као критеријум стварних грађанских и социјалних институција. Они формирају, природно и нужно, објективни израз моралних идеја, и морални идеал мора у некој грађанској или друштвеној целини коначно добити конкретан облик.

### Шта је човек?
Питати "Шта је човек?" је питати „Шта је искуство?“ јер искуство значи оно чега сам свестан. Чињенице свести су једине чињенице за које ми за почетак оправдано тврдимо да постојимо. С друге стране, они су ваљани докази за све што је неопходно за њихово сопствено објашњење, тј. За све оно што је логично укључено у њих. Сада је најупечатљивија карактеристика људи, она која их у ствари посебно обележава, за разлику од других животиња, самосвест. Најједноставнији ментални чин у који можемо анализирати операције људског ума - чин перцепције чула - никада није само промена, физичка или психичка, већ је свест о променама.
Људско искуство се састоји не од процеса у животињском организму, већ од тих процеса који су препознати као такви. Оно што опажамо од самог почетка је схваћена чињеница - то јест, не може се анализирати на изоловане елементе (такозване сензације) који као такви уопште нису саставни делови свести, већ од почетка постоје као синтеза односа у свести која разликује „ја“ и различите елементе „објекта“, иако држи све заједно у јединству чина перцепције. Другим речима, читава ментална структура коју називамо знањем састоји се, у најједноставнијим, подједнако са најсложенијим састојцима, од „дела ума“. Лок и Хјум су сматрали да је рад eo ipso [самим тим чином] нестваран јер су га „направили“ људи, а не „дат људима“. Стога је представљао субјективну творевину, а не објективну чињеницу. Али ова последица следи само под претпоставком да је рад ума произвољан, претпоставка која се показала неоправданом резултатима тачне науке, уз разлику, универзално признату, коју таква наука повлачи између истине и лажи, између стварног и „пуке идеје“. Ова (очигледно валидна) дистинкција логично укључује последицу да је предмет или садржај знања, односно стварност, разумљива идеална стварност, систем односа мисли, духовни космос. Како објаснити постојање ове идеалне целине? Само постојањем неког „принципа који чини све односе могућим, а сам од њих није одређен“; вечна самосвест која у целини зна оно што делимично знамо. За Бога је свет, за људе свет постаје. Људско искуство је Бог који се постепено очитује.

### Морална филозофија
Бавећи се истом методом у области моралне филозофије, Грин је тврдио да се етика примењује на услове друштвеног живота - то истраживање људске природе које је започела метафизика. Учење у овој даљој истрази није никакав „засебно морално учење“, већ исти разлог који је извор свих наших знања - етичких и других.
Саморефлексија нам постепено открива људски капацитет, људску функцију, с тим што и људску одговорност. Она у јасну свест износи одређене потенцијале у чијој реализацији мора да се састоји истинско добро човека. Као резултат ове анализе, у комбинацији са истрагом околине у којој људи живе, „садржај“ - морални кодекс - постепено се развија. Сматра се да је лично добро оствариво само стварањем стварних и стварних схватања која су тако дошла. Све док су ови потенцијални или идеални, они чине мотив акције; мотив који се увек састоји у идеји о неком „крају“ или „добру“ који људи себи представљају као циљ у чијем постизању би био задовољан; односно у чијој би реализацији пронашао своје право ја.
Одлучност да остварим сопство на неки одређени начин представља „чин воље“, који, како је конституисан, није ни произвољан ни споља одређен. Јер мотив за који се може рећи да је узрок лежи у самој особи, а поистовећивање сопства са таквим мотивом је самоопредељење, које је истовремено и рационално и слободно. „Слобода човека“ није конституисана претпостављеном способношћу да чини било шта што он одабере, већ у моћи да се поистовети са оним истинским добром које му разум открива као своје истинско добро.
Ово добро се састоји у остварењу личног карактера; отуда се коначно добро, односно морални идеал, у целини, може остварити само у неком друштву особа које, док остају себи сврхе у смислу да њихова индивидуалност није изгубљена, али учињена савршенијом, сматрају да је ово савршенство достижно само када засебне индивидуалности интегрисане су као део друштвене целине.
Друштво је неопходно за формирање личности колико и за конституисање друштва. Социјална унија је неопходан услов за развој посебних капацитета појединих чланова. Људско самосавршавање се не може постићи изоловано; достижан је само у међусобном односу са суграђанима у друштвеној заједници.
Тако откривени закон нашег бића укључује грађанске или политичке дужности. Морална доброта се не може ограничити на, још мање конституисану, неговањем врлина које се односе на себе, већ се састоји у покушају да се у пракси оствари онај морални идеал који нам је самоанализа открила као наш идеал. Из ове чињенице произилази основа политичке обавезе, јер су институције политичког или грађанског живота конкретно оличење моралних идеја у смислу нашег дана и генерације. Али, с обзиром на то да друштво постоји само за правилан развој личности, имамо критеријум помоћу којег можемо тестирати ове институције - наиме, доприносе ли оне или не доприносе развоју моралног карактера код појединих грађана?
Очигледно је да се коначни морални идеал не остварује ни у једном телу грађанских институција које стварно постоје, али иста анализа која показује овај недостатак указује на смер који ће кренути истински развој.
Отуда настаје концепција права и дужности које би требало да се одржавају законом, за разлику од оних које се стварно одржавају; са даљом последицом да повремено може постати морална дужност побунити се против државе у интересу саме државе - то јест, како би се боље подредио тај крај или функција која чине raison d'être државе. Постоји „општа воља“ која је жеља за заједничким добром које се не може лако помирити јер постоји антагонизам између „општег добра“ и „приватног добра“: као што су: „... интерес за опште добро, у неким од његових различитих облика, неопходно је произвести то добро и неутрализовати или учинити корисним друге жеље и интересе.“ Његова основа се може замислити као присилна власт наметнута грађанима споља или се може сматрати неопходним ограничењем индивидуалне слободе у светлу друштвеног уговора, али ово се састоји у духовном препознавању или метафизици, од стране грађана , о томе шта чини њихову истинску природу, нека схватања и комплицирајући фактори разрађују питања која се тичу: „Воља, а не сила, основа је државе.“, „Права грађана против државе“, „Приватна права. на живот и слободу ",„ Право државе на појединца у рату ", „Право државе да казни“,„ Право државе да промовише морал“, „Право државе на имовину", и „Право државе у погледу породице."

### Филозофија државног деловања
Грин је веровао да држава треба да негује и штити социјално, политичко и економско окружење у којем ће појединци имати најбоље шансе да поступају према својој савести. Али држава мора бити опрезна када одлучује које слободе ће умањити и на које начине их умањити. Претерано ентузијастична или неспретна државна интервенција лако би могла затворити могућности за савесно деловање, чиме би угушила морални развој појединца. Држава треба да интервенише само тамо где постоји јасна, доказана и снажна тенденција слободе да пороби појединца. Чак и када је таква опасност идентификована, Грин је склон фаворизовању акције саме погођене заједнице, а не саме националне акције - локална већа и општинске власти настојале су да произведу маштовитије мере и више одговарају свакодневној стварности социјалног проблема. Отуда је фаворизовао „локалну опцију“ где су се локални људи одлучивали о издавању дозвола за алкохолна пића на свом подручју путем својих градских већа.
Грин је нагласио потребу да се посебна решења прилагоде одређеним проблемима. Нагласио је да не постоје вечна решења, нити ванвременска подела одговорности између националних и локалних владиних јединица. Расподела одговорности треба да се води императивом да се што већем броју појединаца омогући вршење своје савесне воље у одређеним непредвиђеним околностима, јер је само на тај начин било могуће дугорочно подстаћи индивидуалну само-реализацију. Одлучивање о расподели одговорности било је више питање практичне политике него етичке или политичке филозофије. Искуство може показати да локални и општински нивои нису у стању да контролишу штетне утицаје, рецимо, пиварске индустрије. Када је то показало, национална држава треба да преузме одговорност за ово подручје јавне политике.
Грин је тврдио да коначна моћ одлучивања о расподели таквих задатака треба да има национална држава (у Британији, на пример, оличена у парламенту). Сама национална држава је легитимна за Грина до те мере да подржава систем права и обавеза који ће највероватније подстаћи индивидуалну самореализацију. Ипак, најприкладнија структура овог система није одређена ни чисто политичким прорачуном ни филозофским спекулацијама. Прецизније је рећи да је произашао из основне концептуалне и нормативне структуре нечијег друштва.

### Утицај Гринове мисли
Гриново учење било је, директно и индиректно, најмоћнији филозофски утицај у Енглеској током последње четвртине 19. века, док је његов ентузијазам за заједничко грађанство и његов лични пример у практичном општинском животу инспирисао велики напор уложен током година успевши у својој смрти да универзитете приближи људима и да сломи строгост класних разлика. Његове идеје су се прошириле на Универзитет у Сент Ендрузу утицајем Дејвида Џорџа Ричија, његовог бившег студента, који је на крају помогао у оснивању Аристотеловског друштва. Џон Дјуи је написао низ раних есеја о Гриновој мисли, укључујући Самоостварење као морални идеал.
Многи социјално либерални политичари, попут Херберта Самуела и Х. Х. Аскуита, директно су Грина наводили као утицај на њихову мисао. Није случајно што су се ови политичари школовали на Балиол Колеџ, Оксфорду. Рој Хатерслеј позвао је да се Гринов рад примени на проблеме Британије 21. века.

## Дела и коментари
Најзначајнија Гринова расправа - Пролегомена за етику, практично комплетна у рукопису након његове смрти - објављена је следеће године, под уредништвом А. Ц. Бредлија (4. издање, 1899). Убрзо након тога, стандардно издање његових дела Р. Р. Нетлејпа (искључујући Пролегомена) појавило се у три тома:
- Репринти Гринове критике Хјума
- Предавања о Канту, о логици, о принципима политичке обавезе
- Разно, уреднику претходи цео Мемоар.

Сва три тома су доступна за преузимање у Интернет архиви.